# Аханов, Жахан Уалишерович
Жахан Уалишерович Аханов (12 января 1936, Яны-Курган, Кызылординская область, Казакская АССР — 29 июня 2004, Алматы, Казахстан) — советский и казахский учёный, доктор сельскохозяйственных наук (1987), профессор (1993), академик НАН РК, лауреат Государственной премии Казахстана (1984).

## Биография
Жахан Аханов родился 12 января 1936 года в посёлке Яныкурган Жанакорганского района Кызылординской области. В 1956 году поступил на биолого-почвенный факультет Казахского государственного университета им. С. М. Кирова, окончил его в 1960 году. В 1960—2002 годах работал на различных должностях в Институте почвоведения НАН РК; в 1984—1995 годах и 1997—2002 годах директор института. В 1994—1996 годах академик-секретарь отделения биологических наук НАН РК и член Президиума НАН РК.
Один из основоположников мелиоративного почвоведения в Казахстане. Круг научных исследований охватывает фундамент, и прикладные проблемы генезиса и мелиорации засоленных и низкопродуктивных почв, процессы дельтового почвообразования в условиях антропогенной аридизации и техногенного загрязнения; мелиоративная оценка и районирование территории, разработка технологии мелиорации и научного обоснования восстановления плодородия почв. Под руководством Аханова осуществлено теоретическое обобщение результатов многолетних почвенно-мелиоративных исследований равнинной части Казахстана с составлением карты почвенно-мелиоративного районирования.

## Сочинения
- Эффективность орошения почв Северного Казахстана, А.-А., 1974;
- Почвообразование в дельтовых равнинах Южного Казахстана, А.-А., 1987;
- Природно-мелиоративное районирование равнинного Казахстана, А., 1994.